# Evangelisches Siedlungswerk in Bayern

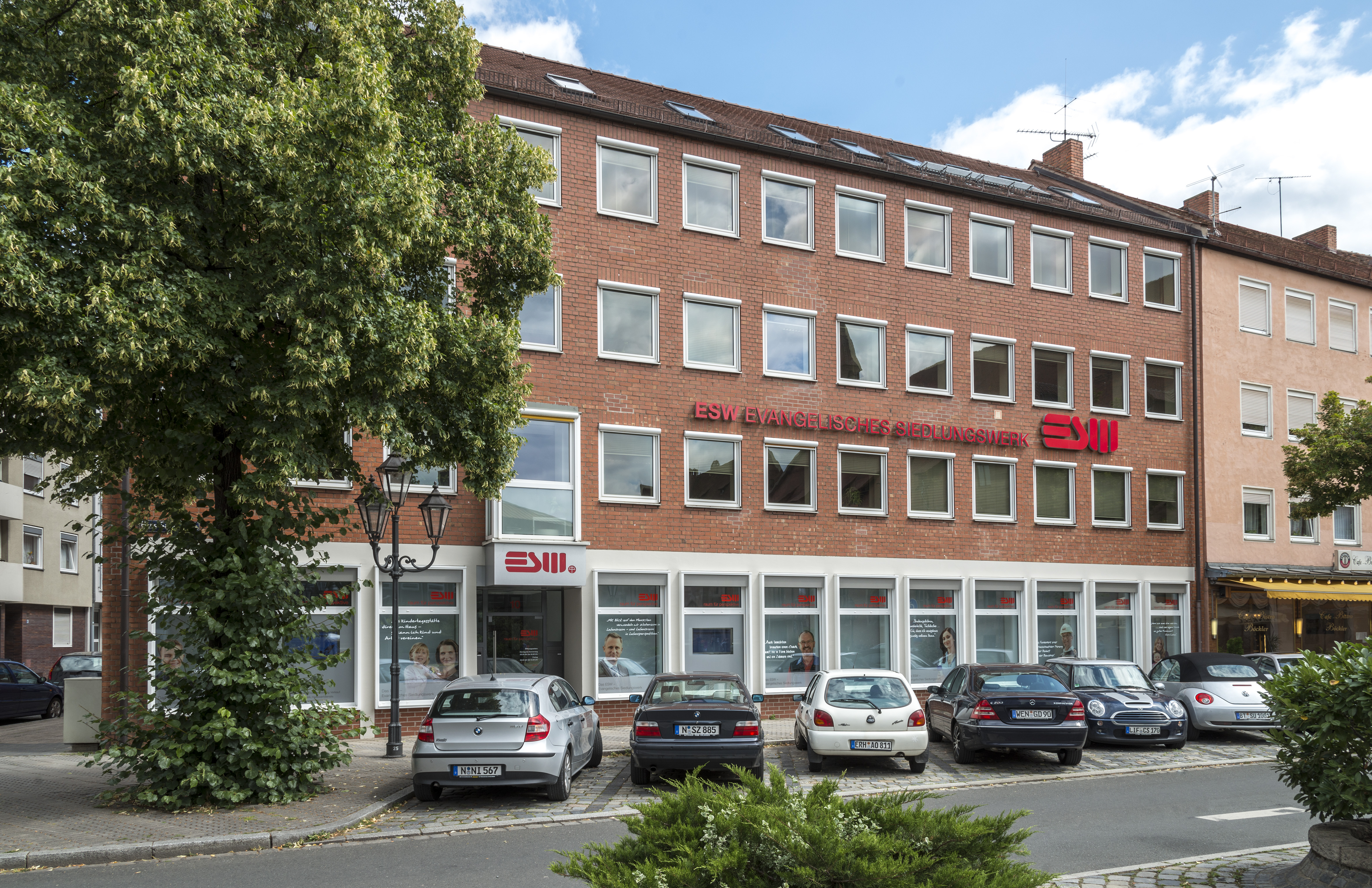
Geschäftsgebäude Hans-Sachs-Platz

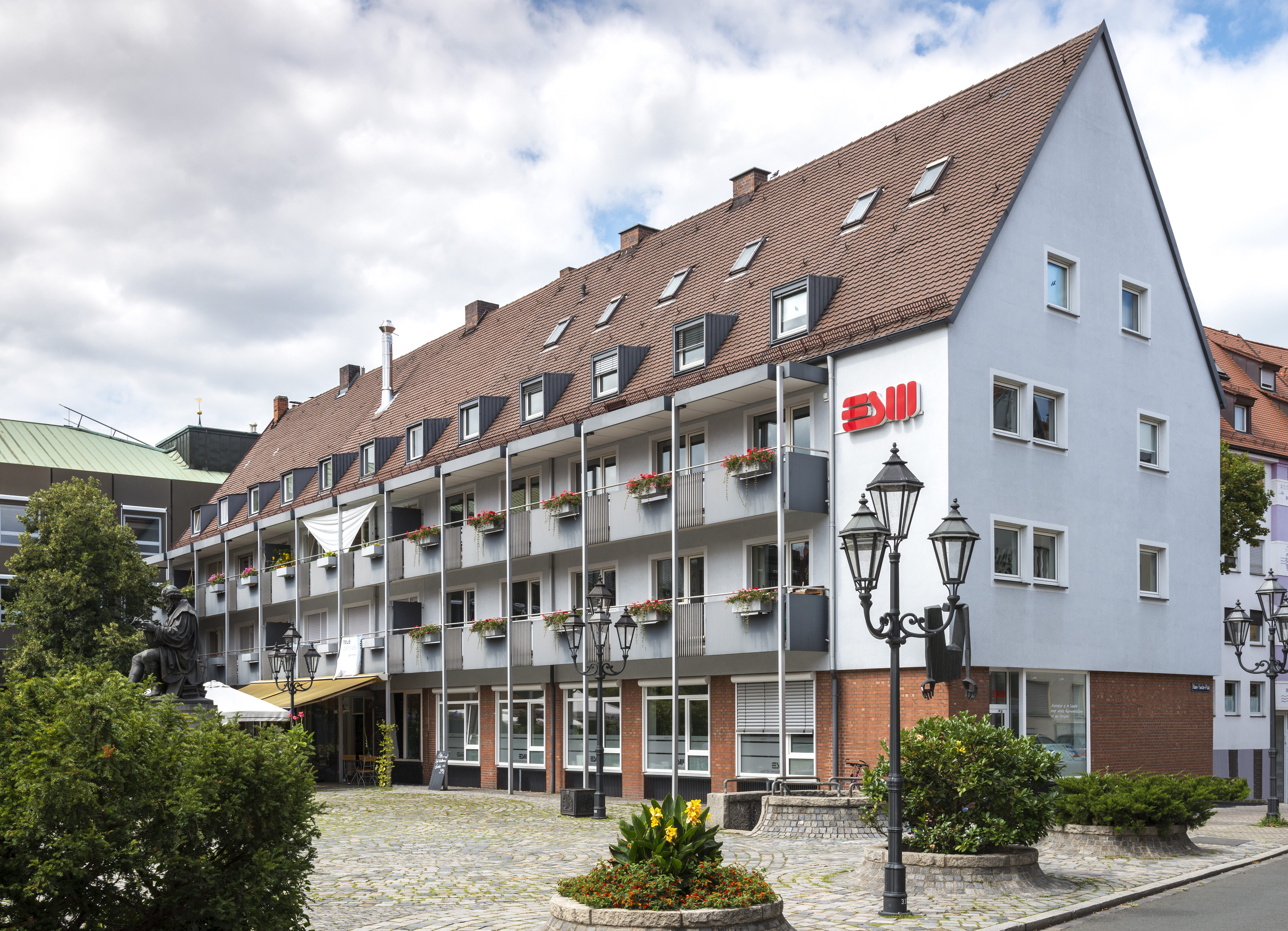
Geschäftsgebäude Hans-Sachs-Gasse

Das ESW – Evangelisches Siedlungswerk in Bayern (ESW) ist ein 1949 gegründetes Wohnungsunternehmen der Evangelisch-lutherischen Kirche in Bayern. Das Unternehmen hat seinen Hauptsitz in Nürnberg und eine Zweigstelle in München. Das Evangelische Siedlungswerk bewirtschaftet rund 13.500 Einheiten in ganz Bayern.

## Unternehmensgeschichte
Nach dem Ende des Zweiten Weltkrieges war rund ein Fünftel – etwa vier Millionen – der Wohnungen des Vorkriegsbestandes zerstört, gleichzeitig gelangten über 12 Millionen Menschen durch Flucht und Vertreibung nach Deutschland. In ihrer Not wandten sich viele Wohnungssuchende an kirchliche Einrichtungen, insbesondere an das Evangelische Hilfswerk, eine Hilfsorganisation der Evangelischen Kirche in Deutschland. Um dem Bedarf nachzukommen, richtete das Hilfswerk am 1. Oktober 1947 eine Beratungsstelle für Fragen zur Erlangung und zum Wiederaufbau von Wohnungen in Nürnberg ein. Im Januar 1949 wurde nach einer Sitzung des Hauptausschusses des Hilfswerks der Evangelischen Kirchen in Deutschland der Siedlungsreferent Johann Friedrich, der auch bei der Gründung des Hilfswerks bei der Nürnberger Stadtmission mitgewirkt hatte, beauftragt zu prüfen, ob die Gründung evangelischer Siedlungsgenossenschaften den Wohnungsbau fördern könnte. In der Folge wurde am 18. Juli 1949 in Nürnberg mit der Evangelisches Siedlungswerk in Bayern, Gemeinnützige Bau- und Siedlungsgesellschaft mbH unter Beteiligung der bayerischen Landeskirche ein gemeinnütziger Bauträger für Bayern gegründet. Damit sollte möglichst vielen Menschen, insbesondere Flüchtlingsfamilien, zu einem sozial verantwortbaren Eigentum verholfen werden. Der bereits bestehende Siedlungsdienst und die Siedlungsberatung wurden in das ESW übernommen. Die Siedlungsgesellschaft begann ihre Arbeit mit dem Geschäftsführer und Siedlungsreferenten Johann Friedrich, der bei seiner Aufgabe ehrenamtlich unterstützt wurde von Pfarrer Balthasar Dyroff.
Nicht nur in Bayern, in ganz Deutschland wurden solche Siedlungswerke durch die jeweiligen Landeskirchen ins Leben gerufen, und auch die katholische Kirche hat zahlreiche Siedlungsträger in ganz Deutschland gegründet und sich damit intensiv am sozialen Wohnungsbau in der Nachkriegszeit beteiligt.
Das ESW – Evangelisches Siedlungswerk wurde bei der Gründung hauptsächlich getragen von der bayerischen Landeskirche, bekam aber auch Unterstützung von einigen Gesamtkirchenverwaltungen, zum Beispiel Nürnberg und Augsburg, Vereinen für Innere Mission, etwa Bamberg und Nürnberg, anderen diakonischen Werken der Kirche, wie die Rummelsberger Anstalten, und einigen Unternehmen. Die Evangelisch-Lutherische Landeskirche brachte als Hauptgesellschafter nicht nur einen Großteil des Stammkapitals auf, sondern stellte auch zahlreiche Grundstücke im Erbbaurecht zur Verfügung. Bis 1961 kamen so von der Landeskirche, von Kirchen- und Pfründestiftungen sowie den Kirchengemeinden Erbbaurechte für 178.270 Quadratmeter Bauland zusammen.
Der Aufsichtsrat des Evangelischen Siedlungswerks setzte sich sowohl aus kirchlichen wie auch aus Persönlichkeiten aus der freien Wirtschaft – etwa Sparkassen- und Hypothekenbankdirektoren oder Architekten – zusammen. Erster Aufsichtsratsvorsitzender wurde Karl Plochmann, Mitarbeiter der Gesamtkirchenverwaltung; dieses Amt bekleidete er bis 1958.
Seinen Hauptsitz hatte das evangelische Wohnungsunternehmen zunächst in der Pirckheimerstraße in Nürnberg, bevor es nach einigen Zwischenstationen an den Hans-Sachs-Platz zog, wo es bis 2017 blieb. Aufgrund notwendiger Sanierungsarbeiten an den Bürogebäuden am Hans-Sachs-Platz und in der Hans-Sachs-Gasse zog das Unternehmen im Frühjahr 2017 vorübergehend an den Spittlertorgraben in der Nähe des Plärrers. Der Rückzug in die komplett sanierten modernen Büroräume erfolgte Mitte 2021. Neben dem Stammsitz in Nürnberg unterhält das ESW seit 1950 eine Zweigstelle in München für die Arbeit in Südbayern.

## Organe

### Aufsichtsrat
Vorsitzender
- Patrick de La Lanne, Oberkirchenrat, Assessor Jur., München

Stellvertretender Vorsitzender
- Michael Frieser, Rechtsanwalt, Nürnberg

Mitglieder
- Ingrid Burgstaller, Architektin, Stadtplanerin, München
- Gerhard Gruner, Diakon, Nürnberg
- Elisabeth Hann von Weyhern, Oberkirchenrätin / Regionalbischöfin im Kirchenkreis Nürnberg, Nürnberg
- Harald Karl, Bankregionaldirektor i. R., Nürnberg
- Monika Köppel-Meyer, Bereichsleitung Lebenshilfe Hof, Döhlau
- Klaus Stiegler, Oberkirchenrat / Regionalbischof im Kirchenkreis Regensburg, Lappersdorf
- Fabian Meissner, Jugendreferent / Verwaltungsleiter, Nürnberg
- Christian Vogel, Bürgermeister, Nürnberg
- Sabine Weingärtner, Pfarrerin / Präsidentin DW der ELKB, Nürnberg
- Günter Weissteiner, Leiter Immobilien ELKB, München

### Geschäftsführung ESW-Unternehmensgruppe
- Gerda Peter
- Michael Soukup